# Black Gives Way to Blue
Black Gives Way to Blue é o quarto álbum de estúdio da banda Alice in Chains, lançado em 29 de setembro de 2009. Além de ser o primeiro álbum da banda em quatorze anos, desde o lançamento de seu álbum auto-intitulado de 1995, também é o primeiro lançamento a contar com o novo vocalista William DuVall no lugar de Layne Staley, que morreu em 2002. DuVall divide os vocais com o vocalista e guitarrista Jerry Cantrell, que é o vocalista principal da maioria das canções do álbum. Black Gives Way to Blue também marca a primeira mudança de gravadora da banda, saindo da Columbia Records, que havia lançado todos os seus álbuns anteriores, e partindo para a Virgin Records. O álbum foi lançado há exatos 17 anos do magnum opus Dirt, de 1992. A faixa-título é um tributo à Staley com a participação de Elton John tocando piano.
A pausa de quase quatorze anos entre o álbum auto-intitulado e Black Gives Way to Blue é a maior entre os álbuns de estúdio da carreira do Alice in Chains. A banda se reuniu no começo de 2006 com DuVall como o novo vocalista. Em abril de 2007, Alice in Chains estava escrevendo e fazendo as demos para o álbum, mas a banda não mostrou maiores sinais do progresso até outubro de 2008, quando anunciaram que haviam começado a gravar com o produtor Nick Raskulinecz em estúdio.
O álbum foi financiado pelo guitarrista/vocalista Jerry Cantrell e pelo baterista Sean Kinney – a banda não tinha contrato com nenhuma gravadora na época. A gravação foi finalizada em 18 de março de 2009, aniversário de 43 anos de Jerry Cantrell.
Black Gives Way to Blue estreou na 5ª posição dos álbuns mais vendidos da Billboard 200, e ganhou certificado de ouro pela RIAA em 26 de maio de 2010, com vendas superiores a 500 mil cópias. O álbum já vendeu mais de 1 milhão de cópias em todo o mundo.
Os singles "Check My Brain" e "Your Decision" atingiram a 1º posição do ranking Mainstream Rock Tracks da Billboard, enquanto "Lesson Learned" ficou na 4ª posição e "A Looking in View" ficou na 12ª posição. "Check My Brain" também foi o primeiro single da banda a ficar na 1º posição do ranking Alternative Songs, e no 1º lugar do ranking Hot Rock Songs, além de chegar na 92ª posição do ranking Hot 100 da Billboard, se tornando o primeiro single da banda a aparecer nessa lista.

## Antecedentes

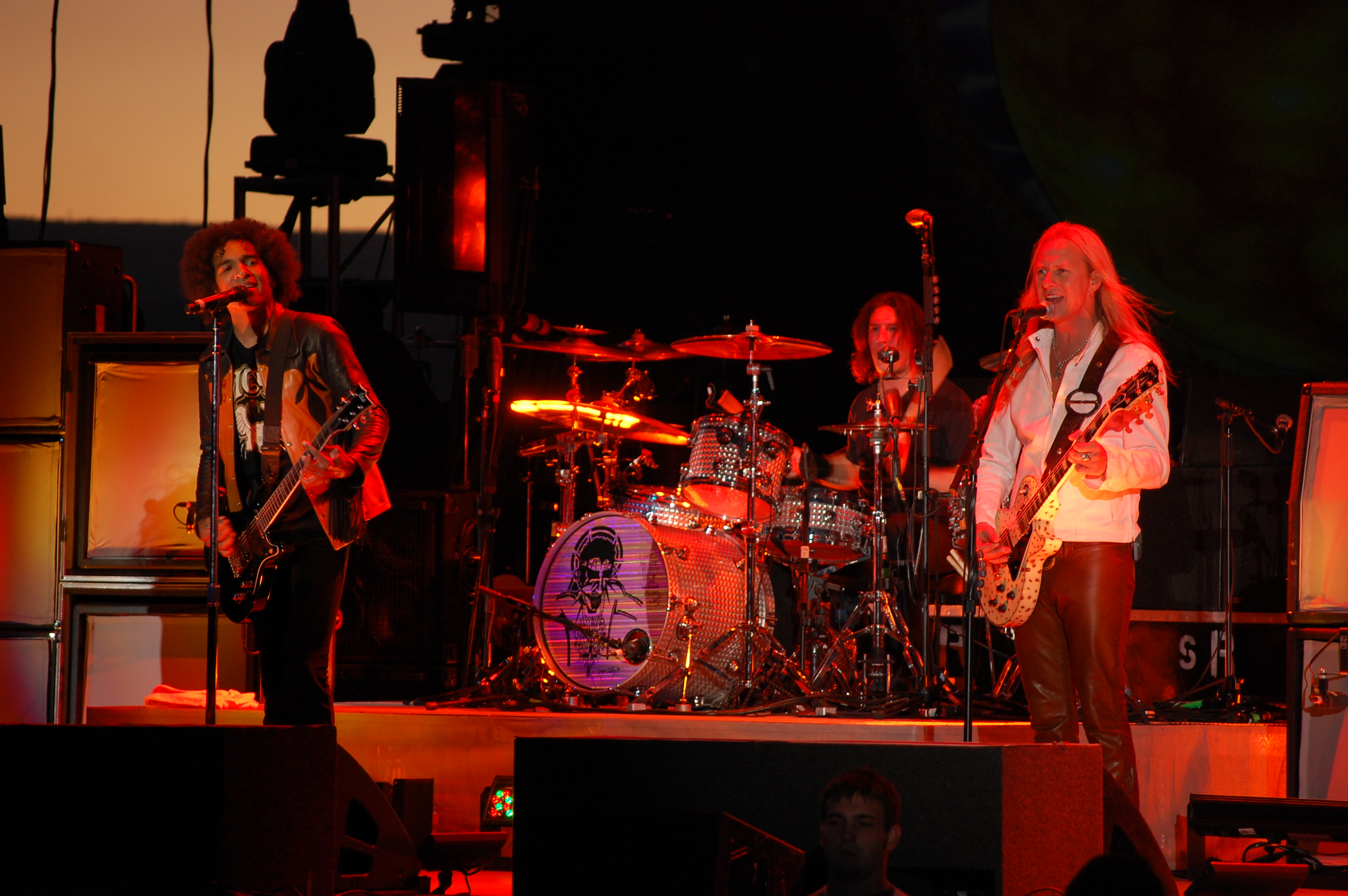
Alice in Chains com o novo vocalista William DuVall.

Em 2004, foi confirmado que os membros remanescentes do Alice in Chains estavam tocando juntos e que logo voltariam à ativa, o que de fato aconteceu em 18 de Fevereiro de 2005, quando o Alice in Chains se reuniu para um concerto beneficente no Premiere Club em Seattle, a fim de arrecadar fundos para as vítimas do tsunami asiático de 2004. No lugar do falecido vocalista Layne Staley, estava o vocalista do Damageplan Patrick Lachman, que havia perdido recentemente o guitarrista Dimebag Darrell.
Em 10 de Março de 2006, participaram do concerto Decades Rock Live do VH1, honrando Ann e Nancy Wilson do Heart, tocando "Would?" com o vocalista do Pantera e Down, Phil Anselmo, e "Rooster" com William DuVall e Ann Wilson. Logo após a banda seguiu com uma pequena turnê por clubes dos Estados Unidos, festivais europeus e uma breve turnê pelo Japão, realizando um concerto de duas horas, com uma parte acústica na metade e um vídeo de 8 minutos em homenagem à Staley. Os vocais ficaram a cargo do membro da banda solo Jerry Cantrell e vocalista do Comes With the Fall, William DuVall. Duff McKagan do Velvet Revolver também se juntou a banda para a turnê, tocando segunda guitarra em algumas canções.
O baterista Sean Kinney mencionou em uma entrevista em fevereiro de 2006 que ele estaria interessado em escrever novo material, mas não como Alice in Chains. Ele explicou "Se nós acharmos um outro cara, eu adoraria seguir em frente, escrever umas músicas legais e mudar o nome e continuar assim. Eu não vejo continuando como Alice e substituindo alguém. Nós não estamos tentando substituir Layne. Nós queremos tocar estas canções uma vez mais, e se parecder a coisa certa a fazer, acontecerá. Não sei por quanto tempo durará e onde nos levará. É meio que um tributo à Layne e nossos fãs, as pessoas que amam estas canções. Não é uma situação do tipo 'Estou quebrado e preciso de dinheiro'. Nós adoramos tocar juntos". Cantrell também compartilhava dessa visão, porém, uma atualização no blog da página oficial da banda em 30 de Abril de 2007, confirmou que a banda se encontrava em processo de gravação de demos para um novo álbum de inéditas.
Os produtores do reality show Rock Star entraram em contato com o grupo para que eles participassem da segunda temporada do programa, porém a banda recusou a oferta, e durante a turnê Re-Evolution com o Velvet Revolver em 2007, confirmaram DuVall como novo vocalista.

## Produção
Em abril de 2007, DuVall postou uma atualização sobre o processo de escrever o álbum, dizendo que o Alice in Chains havia estado em Los Angeles, Califórnia durante cinco dias, "sentei durante três ensaios e uma sessão de gravação de demo, escutei várias outras demos". A banda pretendia entrar em estúdio para gravar o novo álbum na época de festas de 2007, visando lançamento em 2008, porém, ao invés disso, passou o final de 2007 e o primeiro semestre de 2008 gravando demos para as novas canções.
A banda entrou em estúdio para a sessão de gravações do novo álbum em 23 de outubro de 2008 no Studio 606 de propriedade do Foo Fighters em Northridge, Los Angeles, Califórnia com o produtor Nick Raskulinecz. No final do mesmo mês, Sean Kinney terminou as partes de bateria, focando as gravações somente nas guitarras e baixo. As gravações para o novo álbum terminaram na data do 43º aniversário de Cantrell, 18 de março de 2009, e o processo de mixagem, realizado no Henson Studios em Hollywood, foi concluído em abril. Vinte canções foram consideradas para inclusão no novo álbum, porém somente onze chegaram a versão final.
Em 11 de agosto, foi revelado que Elton John gravou uma participação tocando piano na faixa-título do álbum, após Cantrell tê-lo chamado seguindo uma sugestão de um amigo. O guitarrista comentou que "a experiência foi bem mágica".

### Música
Cantrell comentou acerca do novo material:
O corpo das coisas que saíram até agora, os riffs e ideias para canções, são muito legais. É muito agressivo e tudo que o Alice era, mas também se moveu para coisas diferentes e deve ser assim. Mas eu, o Mike e o Sean ainda estamos aqui. Ainda somos grande parte de como soa essa banda. Os elementos que continuam e os novos que o William traz são coisas poderosas. Estamos começando a compor materiais e fazendo outras coisas para que essa banda continue em frente.
Em abril de 2009, um atualização do blog da banda expressou esperança de que "estas canções comovam e tenham um impacto similar em todos vocês que foram marcados por esta banda da primeira vez". Kinney disse que a música no álbum não desvia para muito longe da música passada da banda, adicionando "É bom soar como você mesmo...Não é muito difícil, na verdade. Eu conheço pessoas que estão surpreendidas por que nós realmente soamos como nós mesmos, e eu entendo a apreensão, mas não é realmente um esforço soar da forma que você soa". Canções no estilo hard rock assim como acústicas estão presentes no álbum.
Kinney também disse que há letras no álbum que tratam do vocalista original Layne Staley, "Não há um dia sequer que eu não pense nele. E há muito sobre o que falar, com todas essas coisas surgindo a frente. Muita coisa aconteceu desde 1995, muitas coisas em nossas vidas e nós nunca falamos sobre isso ou discutimos isso publicamente. Então algo a ver com isso é falado aqui. Essa é a forma como operamos, é sobre o que realmente aconteceu na vida. Nós não somos o tipo de canções sobre carros velozes e garotas. É basicamente o que aconteceu na vida, mas muito aconteceu desde o último álbum. E está neste álbum". A faixa-título "Black Gives Way to Blue" foi escrita como um tributo a Staley. Quanto as letras de outras canções espécíficas, Cantrell afirmou que o primeiro single do álbum, "A Looking in View", descrito pela mídia como "um épico de sete minutos construído sobre placas pesadas de guitarra, bateria e baixo, algo como Black Sabbath mas muito mais rápido", "basicamente fala de diversas coisas que te mantém confuso por dentro". O planejado segundo single, "Check My Brain", contém letras tratando da mudança de Cantrell de Seattle para Los Angeles em 2003. Outra canção no álbum, a acústica "Your Decision", possui letras que falam sobre "sobreviver a dor e escolher viver". Cantrell também esclareceu um mito popular e  negou que a canção "Private Hell" seja sobre Layne Staley. Cantrell declarou que a canção é na verdade inspirada no fim de um relacionamento que ele [Cantrell] teve com uma garota que ele amava muito, mas que também tem outras coisas na letra que não são especificamente sobre isso e que outras pessoas podem se identificar com a música e a interpretar de outra forma.
"Last of My Kind" é a única canção no álbum que conta com William DuVall cantando nos vocais principais sem harmonizar com Cantrell, que apenas faz backing vocals nessa música. DuVall também escreveu a letra e a melodia da canção. Outra canção do álbum contendo letras escritas por DuVall, era sobre um guitarrista de blues de Atlanta e amigo de DuVall que cometeu suicídio. A canção se chamava "Tongue Tied", mas acabou ficando de fora do álbum.
| Críticas profissionais                                                      | Críticas profissionais |
| Avaliações da crítica                                                       | Avaliações da crítica  |
| Fonte                                                                       | Avaliação              |
| --------------------------------------------------------------------------- | ---------------------- |
| Disco Digital                                                               | (sem nota)             |
| Allmusic                                                                    | [ 48 ]                 |
| The Aquarian Weekly                                                         | (A-)                   |
| BBC                                                                         | (Favorável)            |
| Spin                                                                        | [ 51 ]                 |
| The Skinny                                                                  | [ 52 ]                 |
| Fairfax New Zealand                                                         | [ 53 ]                 |
| Rolling Stone                                                               | [ 54 ]                 |
| The Times                                                                   | [ 55 ]                 |
| Esta tabela precisa de ser acompanhada por texto em prosa. Consulte o guia. |                        |

## Promoção e lançamento
Em 25 de abril de 2009, foi confirmado que o lançamento do novo álbum do Alice in Chains ocorreria em setembro, pelo selo Virgin/EMI, sendo a primeira mudança de gravadora em seus mais de 20 anos de carreira. The Baldy, webmaster da página oficial da banda, comentou "honestamente acredito que esse álbum marcará o retorno do Alice in Chains ao topo da cena hard rock", enquanto Duff McKagan, baixista do Velvet Revolver, afirmou após ouvir o álbum que "é a melhor coisa já feita na última década". O título do novo álbum apareceu pela primeira vez na Amazon.com sem qualquer anúncio prévio da banda, que confirmaria pouco tempo após via página oficial.
Em 19 de junho, o website oficial da banda foi atualizado com um teaser em vídeo para a nova canção "A Looking in View", e lançamento para o dia 30 do mesmo mês. Nesta data, a canção foi lançada como o primeiro single do álbum, como um download grátis por tempo limitado através do website oficial da banda, e para compra como download digital através da loja de música iTunes e Amazon.com. A canção alcançou a 14ª posição na parada Hot Mainstream Rock Tracks, 28ª posição na Rock Songs e 38ª na Hot Modern Rock Tracks da Billboard. O videoclipe para a canção estreou no website oficial em 7 de julho.
O single oficial "Check My Brain" foi lançado em 14 de agosto de 2009.
Em 15 de julho, Alice in Chains revelou partes do novo álbum em uma listening party em Los Angeles, tocando um set acústico incluindo versões das faixas inéditas "Your Decision" e "Black Gives Way to Blue". Outros eventos similares ocorreram em Nova York e Londres. Em 6 de agosto, Blabbermouth.net anunciou as faixas que irão compor o álbum.

## Turnês de suporte

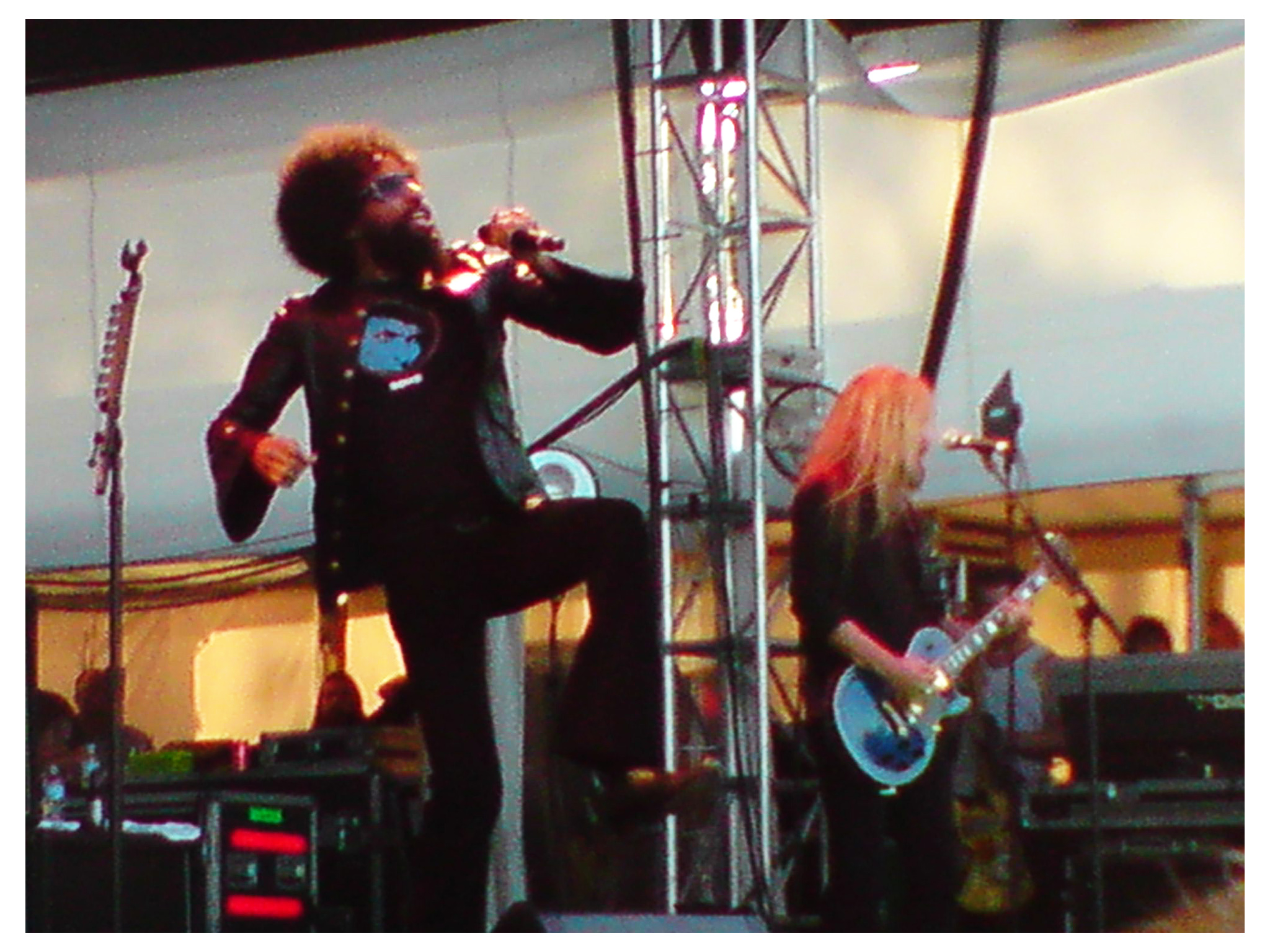
Alice in Chains durante o Soundwave Festival 2009.

A banda começou as turnês de suporte ao álbum antes do lançamento em 2009, participando como uma das atrações principais do Soundwave Festival na Austrália, junto de Nine Inch Nails, Scars on Broadway e Lamb of God; e do Rock on the Range, ao lado de Mötley Crüe, Avenged Sevenfold, Slipknot e Korn. Em 18 de julho, o grupo fará um show em Detroit, Estados Unidos ao lado de Kid Rock. Datas europeias com o Metallica, assim como participação no festival Sonisphere e concertos como atração principal, foram anunciadas.
Durante os concertos da nova turnê, Alice in Chains estreou as canções de Black Gives Way to Blue: "A Looking in View" no Comerica Park, "Check My Brain" no Marlay Park e "Acid Bubble" no Scala.

## Faixas
Todas as faixas por Jerry Cantrell, exceto onde anotado.
| N.º            | Título                    | Música                                   | Duração |  |
| 1.             | "All Secrets Known"       |                                          | 4:43    |  |
| 2.             | "Check My Brain"          |                                          | 3:58    |  |
| 3.             | "Last of My Kind"         | Cantrell, William DuVall                 | 5:53    |  |
| 4.             | "Your Decision"           |                                          | 4:43    |  |
| 5.             | "A Looking in View"       | Cantrell, DuVall, Sean Kinney, Mike Inez | 7:06    |  |
| 6.             | "When the Sun Rose Again" |                                          | 4:00    |  |
| 7.             | "Acid Bubble"             |                                          | 6:56    |  |
| 8.             | "Lesson Learned"          |                                          | 4:17    |  |
| 9.             | "Take Her Out"            |                                          | 4:00    |  |
| 10.            | "Private Hell"            |                                          | 5:38    |  |
| 11.            | "Black Gives Way to Blue" |                                          | 3:04    |  |
| Duração total: | Duração total:            | Duração total:                           | 54:22   |  |

## Créditos
- Jerry Cantrell – vocal, guitarra solo
- William DuVall – vocal de apoio, guitarra rítmica, vocal principal em "Last of My Kind"[44][46]
- Mike Inez – baixo
- Sean Kinney – bateria
- Nick Raskulinecz – produtor
- Elton John – piano em "Black Gives Way to Blue"
- Lisa Coleman – vibrafone em "Black Gives Way to Blue"
- Chris Armstrong – tabla em "When the Sun Rose Again"
- Stevie Black – arranjo de cordas, performance e engenharia de áudio em "Your Decision" e "Private Hell"

Produção
- Produzido por Nick Raskulinecz e Alice in Chains
- Gravado por Paul Figueroa com engenharia adicional de Nick Raskulinecz, assistência de John Lousteau, Martin Cooke, e Kevin Mills
- Mixagem de áudio por Randy Staub
- Masterizado por Ted Jensen
- Direção de arte por Alice in Chains & Matt Taylor
- Design da arte da capa por Matt Taylor
- Fotografia da banda por James Minchin III
- Fotografia no interior do álbum por Rocky Schenck
- Ilustrações nas páginas 7 & 11 por Emmanuel Polanco

Gerência
- Velvet Hammer Music and Management Group e Susan Silver Management

## Posições nas paradas

### Álbum
| Parada (2009)                             | Melhor posição | Vendas       |
| ----------------------------------------- | -------------- | ------------ |
| Estados Unidos (Billboard 200)            | 5              | 434,000 Ouro |
| Estados Unidos (Top Rock Albums)          | 3              |              |
| Estados Unidos (Top Alternative Albums)   | 3              |              |
| Estados Unidos (Top Digital Albums)       | 2              |              |
| Estados Unidos (Top Hard Rock Albums)     | 2              |              |
| Estados Unidos (Top Tastemakers Albums)   | 1              |              |
| Finlândia (Finnish Albums Chart)          | 11             |              |
| Polónia (Polish Albums Chart)             | 16             |              |
| Reino Unido (UK Albums Chart)             | 19             |              |
| Canadá (Canadian Albums Chart)            | 4              | 40,000 Ouro  |
| Suíça (Swiss Albums Chart)                | 21             |              |
| Áustria (Austrian Albums Chart)           | 14             |              |
| França (French Albums Chart)              | 46             |              |
| Países Baixos (Dutch Albums Chart)        | 34             |              |
| Suécia (Swedish Albums Chart)             | 20             |              |
| Noruega (Norwegian Albums Chart)          | 9              |              |
| Dinamarca (Danish Albums Chart)           | 13             |              |
| Espanha (Spanish Albums Chart)            | 54             |              |
| Austrália (Australian Albums Chart)       | 12             |              |
| Nova Zelândia (New Zealand Albums Chart)  | 7              |              |
| México(Mexican Albums Chart)              | 88             |              |
| Croácia (Croatian Albums Chart)           | 17             |              |
| Bélgica (Belgium (Flanders) Albums Chart) | 26             |              |
| Bélgica (Belgium (Wallonia) Albums Chart) | 31             |              |
| Japão (Japanese Albums Chart)             | 61             |              |

### Singles
| Single              | Paradas (2009)                          | Posição |
| ------------------- | --------------------------------------- | ------- |
| "A Looking in View" | Estados Unidos (Mainstream Rock Tracks) | 12      |
| "A Looking in View" | Estados Unidos (Rock Songs)             | 27      |
| "A Looking in View" | Estados Unidos (Modern Rock Tracks)     | 38      |
| "Check My Brain"    | Estados Unidos (Mainstream Rock Tracks) | 1       |
| "Check My Brain"    | Estados Unidos (Rock Songs)             | 1       |
| "Check My Brain"    | Estados Unidos (Modern Rock Tracks)     | 1       |
| "Check My Brain"    | Estados Unidos (Hot 100)                | 92      |
| "Check My Brain"    | Canadá (Canadian Hot 100)               | 62      |